# Свазиленд на Светском првенству у атлетици на отвореном 2019.
Свазиленд је учествовао на 17. Светском првенству у атлетици на отвореном 2019. одржаном у Дохи од 27. септембра до 6. октобра седамнаести пут, односно учествовао је на свим првенствима до данас. Репрезентацију Свазиленда представљала су 2 такмичара (1 мушкарац и 1 жена) који су се такмичили 2 дисциплине (1 мушка и 1 женска)., 
На овом првенству такмичара Свазиленда нису освојили ниједну медаљу нити су остварили неки резултат.

## Учесници
| Мушкарци: - Сибусисо Матсењва — 200 м | Жене: - Ерика Нонланла Сејама — Скок увис |

## Резултати

### Мушкарци
| Атлетичар         | Дисциплина | Лични рекорд | Квалификације | Квалификације | Полуфинале           | Полуфинале           | Финале               | Финале       | Детаљи |
| Атлетичар         | Дисциплина | Лични рекорд | Резултат      | Место         | Резултат             | Место                | Резултат             | Место        | Детаљи |
| ----------------- | ---------- | ------------ | ------------- | ------------- | -------------------- | -------------------- | -------------------- | ------------ | ------ |
| Сибусисо Матсењва | 200 м      | 20,48 НР     | 20,85         | 7. у гр. 6    | Није се квалификовао | Није се квалификовао | Није се квалификовао | 40 / 50 (53) |        |

### Жене
| Атлетичарка           | Дисциплина | Лични рекорд | Квалификације | Квалификације | Полуфинале | Полуфинале | Финале                | Финале  | Детаљи |
| Атлетичарка           | Дисциплина | Лични рекорд | Резултат      | Место         | Резултат   | Место      | Резултат              | Место   | Детаљи |
| --------------------- | ---------- | ------------ | ------------- | ------------- | ---------- | ---------- | --------------------- | ------- | ------ |
| Ерика Нонланла Сејама | Скок увис  | 1,80         | 1,70          | 15. у гр. Б   |            |            | Није се квалификовала | 29 / 30 |        |